# أبرامز بيه-1 اكسبلورر
أبرامز بيه-1 اكسبلورر  (بالإنجليزية: Abrams P-1 Explorer)‏ هي طائرة مسح جوي وتصوير أنتجت في الولايات المتحدة. من صناعة شركة الطائرات أبرامز. كان أول طيران لها في 1937. صنع منها واحدة فقط.